# Jūden Sentai Kyoryuger
Jūden Sentai Kyoryuger (獣電戦隊キョウリュウジャー Jūden Sentai Kyōryūjā?) (traducido como Escuadrón De Las Electrobestias Kyoryuger) es el título de la 37.ª temporada de la franquicia Super Sentai Series, producida por Toei Company, y emitida en TV Asahi del 17 de febrero de 2013 al 9 de febrero de 2014, constando de 48 episodios.

## Argumento
Hace millones de años, en la época de los dinosaurios, el Ejército Deboth invadió la Tierra. Aunque provocó la extinción de los dinosaurios, fueron derrotados por Torin y los Jūdenryu, quienes los encarcelaron en una prisión de hielo en la Antártida. En la actualidad, Deboth se libera de su prisión glacial, y reanudan la invasión. Para enfrentarse a la amenaza, Torin selecciona a cinco personas valientes para que se conviertan en los Kyoryuger y defiendan la Tierra.

## Personajes

### Kyoryuger
El equipo de Jūden Sentai Kyoryuger es la segunda serie que cuenta con más miembros de toda la historia de Super Sentai, con un total de 10 miembros más otro miembro episódico. Estos diez miembros se dividen en los seis Kyoryuger principales, los cinco iniciales más el sexto miembro tradicional añadido poco después, un grupo de tres llamados Ranger Spirits que van incorporándose poco a poco, y un décimo Kyoryuger mentor que adquiere sus poderes en último lugar. El lema del equipo es "¡Los valientes más fuertes de la historia!"

#### Kyoryuger principales
Los Kyroryuger principales son aquellos que han adquirido recientemente sus poderes. Se distinguen porque en el pecho de sus trajes la banda que lo cruza es de color amarillo vivo, salvo Kyoryu Gold, cuya banda es de color gris por contraste con su traje dorado.
- Daigo Kiryū "King" (桐生 ダイゴ「キング」 Kiryū Daigo "Kingu"?)/Kyoryu Red (キョウリュウレッド Kyōryū Reddo?): Daigo, que prefiere que todo el mundo le llame King, es un joven salvaje y gallardo de 20 años que tiene una habilidad innata para encandilar a cualquier persona y convertirla en un buen amigo. Diez años atrás, viajaba por el mundo junto a su padre Dantestu, antes de que este le abandonara con un colgante de ámbar y un poco de dinero. Aunque tenía la opción de regresar a Japón, King decidió seguir los pasos de su padre y continuar viajando por el mundo. Cuando sus viajes le llevaron a luchar contra un grupo de Zorima en una isla de los mares del sur, King se encontró con Torin, quien le entregó su Gaburivolver. Después luchó contra Gabutyra durante un mes para domarlo. Aunque tiene éxito, solo logra convertirse en Kyoryuger tras convencer a Gabutyra de que le deje luchar junto a él. Cuando no está luchando, King realiza trabajos parciales de todo tipo, entre otros como cocinero en el restaurante Tiger Boy en el que suelen reunirse todos. Pronto se convierte en el líder del equipo por su carisma, y destaca por cuidar sus amistades más que nada en el mundo, así como por su positividad a prueba de bomba incluso en los peores momentos.[1]
- Ian Yorkland (イアン・ヨークランド Ian Yōkurando?)/Kyoryu Black (キョウリュウブラック Kyōryū Burakku?): Es un ligón de 23 años cuya personalidad ligera y seca esconde un pasado trágico. Antes era un arqueólogo cuyo mejor amigo y compañero cazador de tesoros fue asesinado por Deboth en Europa, durante la primera oleada. Tras sobrevivir al ataque, Torin encontró a Ian, que le entregó los poderes Kyoryuger. Al principio se mantenía distante de los demás Kyoryuger, hasta que King logró que consiguiera superar su trauma y pudiera trabar amistad con sus compañeros. Ian es un excelente tirador, y también un excelente táctico que presta atención hasta a los más pequeños detalles. De esta forma, es el cerebro del equipo, y suele liderarles cuando King no está presente.[2]
- Nobuharu Udō (有働 ノブハル Udō Nobuharu?)/Kyoryu Blue (キョウリュウブルー Kyōryū Burū?): Antes trabajaba en una empresa, pero dejó el trabajo para mudarse junto a su hermana Yuko y su sobrina Rika, después de la muerte de su cuñado Kenichi, haciéndose cargo de la tienda de este para sacar adelante a su familia. Es el mayor del grupo con 32 años, y sus compañeros le suelen llamar "Nossan" (ノッさん?), para su desgracia.[Notas 1] Suele contar chistes y juegos de palabras anticuados que a él y a su cuñado le hacían mucha gracia, y que curiosamente Canderila también encuentra muy divertidos, pero que a todos los demás les suele dejar mirándole muy serios y silenciosos. Al principio Nobuharu se resistía a unirse a la lucha, ya que le preocupaba que su familia fuera víctima del fuego cruzado. Sin embargo, King le convenció de que su familia no era una debilidad que le impidiera luchar, sino una fuente de fuerza y motivación para protegerles.[3]
- Sōji Rippūkan (立風館 ソウジ Rippūkan Sōji?)/Kyoryu Green (キョウリュウグリーン Kyōryū Gurīn?): Es un estudiante de instituto de 16 años, miembro de la familia Rippūkan, espadachines que llevan practicando el kenjutsu desde el período Sengoku. A pesar de que tiene una gran habilidad para su edad, Sōji no está seguro de lo que quiere hacer con su vida, y aunque respeta a su padre, Genryū, y respeta su sueño de que siga el legado familiar de la espada, Sōji siente un gran resentimiento hacia él porque el entrenamiento al que le sometió fue tan severo e intenso que le hizo olvidarse de su mujer, quien acabó abandonando a ambos, culpando Sōji a su padre por ello. Aunque al principio se mostraba distante, Sōji acabó integrándose en el equipo cuando King logró que padre e hijo hicieran las paces. A pesar de ello, nunca perdió del todo el rictus de seriedad que le caracteriza, que al principio hizo creer a Amy que jamás había sonreido en su vida.[4]
- Amy Yūzuki (アミィ結月 Amī Yūzuki?)/Kyoryu Pink (キョウリュウピンク Kyōryū Pinku?): Es una estudiante de 18 años procedente de una familia adinerada, y que solía vivir en los Estados Unidos. Aunque tiene un mayordomo personal llamado Gentle que cubre todas sus necesidades, Amy trabaja a tiempo parcial como camarera en el restaurante Tiger Boy. A veces usa frases en inglés cuando se emociona o sorprende, la más repetida "Wow!". Gentle se refiere a ella como "Srta. Amy" (アミィ様 Amī-sama?). Como es de buena familia, su personalidad natural fuerte y decidida suele ser suprimida por las constantes regañinas de Gentle sobre la gracia y la elegancia de espíritu. Ella, sin embargo, le revela a Gentle su verdadera naturaleza después de derrotar a unos cuantos Zorima. Amy tiene un secreto que solo Sōji conoce: puede utilizar los pies como si fueran un segundo par de manos, una habilidad que, irónicamente, adquirió por su pereza y no por entrenamiento. Con el tiempo, va desarrollando sentimientos especiales hacia King, que ella decide mantener ocultos pues ella misma no está segura del todo de si se trata solo de sentimientos de amistad confundidos, o si realmente se trata de algo más.
- Utsusemimaru "Utchy" (空蝉丸「ウッチー」 Utsusemimaru "Utchī"?)/Kyoryu Gold (キョウリュウゴールド Kyōryū Gōrudo?): Es un samurái de 29 años del período Sengoku. En esa época sirvió a un señor cuya apariencia física era idéntica a la de King. En esa época se produjo un despertar y un ataque del ejército de Deboth, y Utsusemimaru luchó en las filas de su señor y junto a Torin, hasta que Chaos y Dogold idearon el plan de matar a todo aquel que tuvo contacto con Utsusemimaru para hacer que estallara la ira en él. Una vez cayó en su trampa, fue sellado dentro del cuerpo de Dogold, y así Chaos pudo hacerse con el control de Pteragordon. En la actualidad, se le daba por muerto, a pesar de que no se había manifestado como espíritu. Utsusemimaru pensaba que era Dogold mismo, hasta que en una pelea contra Kyoryu Red se rompió parte de la máscara de Dogold viendo todos y él mismo en un espejo para su sorpresa su verdadero rostro debajo, descubriéndose así la verdad. Después, con la ayuda de Torin y Ramírez, logró liberarse del control de Dogold por completo y asumió el poder de Kyoryu Gold. Utsusemimaru es un guerrero formidable, con un talento que eclipsa al de cualquiera de los otros Kyoryuger. Pero a pesar de ello, es muy humilde, considerado y amable. Esto él lo consideraba una debilidad porque su señor así se lo dijo cuando murió en sus brazos tiempo atrás, y eso le hizo ocultar al principio su carácter a sus compañeros bajo una fachada arrogante y distante, muy a su pesar, ya que a él le mortificaba comportarse así. Amy, quien le puso el mote cariñoso de "Utchy", es la primera que logró descubrir la verdadera personalidad de Utsusemimaru, y, con su ayuda y la de King, dejó esta mascarada atrás, estrechando lazos con sus compañeros y consiguiendo así que los Kyoryuger se hicieran mucho más fuertes como equipo.[5]

#### Spirit Rangers
Se trata de los Kyoryuger del pasado, muertos hace tiempo, y que siguen peleando en el presente como espíritus gracias a que sus lazos con sus respectivos Jūdenryu se mantienen en la actualidad. Se distinguen porque la banda de su pecho es de color cobre. La excepción la marca Kyoryu Violet, que está viva y por tanto su banda es de color amarillo, pero aun así se une a las presentaciones de los Spirit Rangers como si fuera una de ellos.
- Ramirez (ラミレス Ramiresu?)/Kyoryu Cyan (キョウリュウシアン Kyōryū Shian?): Es el primer integrante de Super Sentai de raza caucásica, al proceder de Europa, donde vivió y luchó hace cinco siglos como Kyoryu Cyan. En la actualidad, su poder había quedado atrapado dentro de Ankydon, que estaba siendo controlado por un monstruo de Deboth, lo que amenazaba su vínculo Jūdenryu y su existencia misma como fantasma, corriendo el riesgo de desaparecer de la existencia. Amy logró liberar a Ankydon, y Ramirez recuperó sus poderes de Kyoryu Cyan. Aunque se marcha en busca del resto de Jūdenryu, vuelve con frecuencia para ayudar al equipo si es necesario.[6]
- Tessai (鉄砕 Tessai?)/Kyoryu Gray (キョウリュウグレー Kyōryū Gurē?): Es un luchador de artes marciales de la China del siglo VI que se considera a sí mismo como la encarnación del concepto del Ying Yang. Su cabeza es tremendamente dura, en el sentido físico y el psicológico, ya que además de tener una gran potencia en sus ataques con cabezazo, es muy testarudo y obstinado. Cuando Deboth atacó su tierra hace años, Tessai se convirtió en el compañero de Bunpachy y luchó contra la amenaza al tiempo que ocultaba sus miedos personales de perder a sus seres queridos.[7]
- Yayoi Ulshade (弥生ウルシェード Yayoi Urushēdo?)/Kyoryu Violet II (キョウリュウバイオレット Kyōryū Baioretto?): Es la nieta del Doctor Ulshade, el primer Kyoryu Violet, y su ayudante personal desde que era niña. Después de que Ulshade tuviera que ser hospitalizado al llegar a la Tierra, Yayoi prosiguió con su tarea de actualizar a Plezuon. Parece tener un cierto interés especial hacia King, que disfraza como una toma de datos para el combate. Esto le hace chocar insistentemente con Amy, surgiendo los celos y la rivalidad entre ambas. Después de ganarse a Pleuzon con su valentía, Yayoi hereda los poderes de Kyoryu Violet de su abuelo. Aunque al principio tenía problemas para transformarse, ya que solo quería hacerlo para agradar a su abuelo, gracias a King recuerda por qué se quería convertir en Kyoryuger y cómo logró manifestar su valentía por primera vez, adquiriendo los poderes de forma definitiva. No se une al equipo principal, sino que permanece junto a su abuelo para ayudarle a reconstruir el laboratorio destruido por Deboth, acudiendo con los Kyoryuger siempre que la necesitan.[8]

#### Otros Kyoryuger
- Dios Sabio Torin (賢神トリン Kenjin Torin?)/Kyoryu Silver (キョウリュウシルバー Kyōryū Shirubā?): Se trata de un hombre pájaro que luchó contra Deboth en el pasado junto a Kyoryu Gold, y que en el presente ha ido reclutando a los cinco Kyoryuger principales, sirviendo como su mentor y consejero en la Spirit Base, el cuartel general de los Kyoryuger. Puede sentir la presencia de un monstruo de Deboth, lo que le permite enviar rápidamente a los Kyoryuger cuando el peligro se acerca. Fue él quien fabricó el Gaburi Changer y el Zandar Thunder de Kyoryu Gold, algo que drenó gran parte de su energía. Aunque sigue siendo muy fuerte, al principio no puede sostener largas batallas, por las heridas que sufrió en su primera batalla contra Deboth. Con el tiempo, y tras reunirse con Bragigas, recibió de él el Giga Gaburivolver (ギガガブリボルバー Giga Gaburiborubā?) que le permitió convertirse en Kyoryu Silver. Se trata de un ser que, a pesar de todo lo vivido y de la sabiduría que tiene, sigue sintiendo una gran curiosidad por la cultura popular actual, y no duda en leer con avidez los libros de manga y los DVD de cine que Amy se deja por toda la Spirit Base.[9]
- Doctor Ulshade (ドクター・ウルシェード Dokutā Urushēdo?)/Kyoryu Violet I (キョウリュウバイオレット Kyōryū Baioretto?): Es un genio científico, abuelo de Yayoi y predecesor inmediato de los cinco Kyoryuger principales. Tiene la mala costumbre de dejarse llevar por la emoción, lo que le provoca problemas de huesos por su avanzada edad. Cuando domó a Pleuzon y se convirtió en el primer Kyoryu Violet, Ulshade fue el que inventó las Jūden Arms (獣電アームズ Jūden Āmuzu?), programándolas con su voz, por lo que efectivamente es la voz de él la que se oye durante las transformaciones. Cuando el equipo Kyoryuger se formó, Ulshade salió al espacio en una misión de seis meses para investigar sobre Deboth. Una vez terminada la misión, regresó a la Tierra para entregar a Pleuzon a los Kyoryuger, pero cuando se metió en batalla y se emocionó como siempre, se dislocó la espalda y tuvo que ser trasladado al hospital, antes de poder reprogramar por completo a Pleuzon. Cuando su nieta logró completar la tarea y se transformó por primera vez en la nueva Kyoryu Violet, él se convirtió en su entrenador mientras juntos reconstruían el laboratorio en el que trabajaban y que fue destruido por Deboth.

### Aliados
- Dantetsu Kiryū (桐生 ダンテツ Kiryū Dantetsu?): Es el padre de King, que le llevó en sus viajes cuando era un niño. En cierto momento, dejó a su hijo solo con un poco de dinero y un colgante de ámbar y se marchó. No volvería a verle hasta la época actual, cuando comienza a hacer apariciones misteriosas ayudando a los Kyoryuger, encargándoles que reunieran las Piedras Perdidas que contenían los espíritus de los dinosaurios, para desaparecer después una vez más. En algún momento se convierte en el segundo Kyoryu Silver
- Yūko Fukui (福井 優子 Fukui Yūko?): Es la hermana de Nobuharu, con una fuerza similar a la de él. Madre de una hija, Rika, y viuda desde hace cuatro años, piensa que los Kyoryuger y Deboth son igual de peligrosos, después de que en un ataque Rika resultara herida. Esto hiere profundamente a Nossan, quien decide ocultarle su verdadera identidad, aunque poco a poco y atando cabos, Yūko acabará descubriéndolo por sí misma, siendo entonces ella la que no quiere que su hermano sepa que ella lo sabe para que no se preocupe. En algún momento es escogida por Ramirez para ser la nueva Kyoryu Cyan (キョウリュウシアン)
- Shin'ya Tsukōchi (津古内 真也 Tsukōchi Shin'ya?): Es un joven que conoce Amy y que es el descendiente en la época moderna de Tessai, compartiendo ambos exactamente la misma apariencia física. Es el autor del manga del que son fanes Amy y Luckyuro, aunque lo escribe con el seudónimo femenino de Yū Aoyagi, por miedo a que sepan que él es realidad un hombre. Pero una fan muy enferma le ha escrito diciéndole que quiere "conocerla" antes de morir, y sabiendo que Amy era fan de su obra a través de amigos comunes, le pidió a Amy que se hiciera pasar por Yū Aoyagi para cumplir el deseo de esa fan. ES escogido por Tessai como su sucesor, convirtiéndose en el segundo Kyoryu Gray

### Arsenal
- Gaburivolver (ブリボルバー Gaburiborubā?): Es una pistola láser que sirve tanto como arma básica así como dispositivo de transformación. el comando de transformación es "Kyoryu Change" (恐竜チェンジ Kyōryū Chenji?)
  - Giga Gaburivolver (ギガガブリボルバー Giga Gaburiborubā?): Es una variante del Gaburivolver usada por Kyoryu Silver.
- Jūden MoBuckle (帯獣電モバックル Jūden Mobakkuru?): Es el dispositivo de comunicación que usan los Kyoryuger, también sirve para almacenar los Jūdenchi.
- Gaburichanger (ガブリチェンジャー Gaburechenjā?): Es el dispositivo de transformación con forma de guantelete de Kyoryu Gold. Se activa con el mismo comando que el Gaburivolver
- Gabutyra De Carnival (ガブティラ・デ・カーニバル Gabutira De Kānibaru?): Es la forma que usa Minityra para funcionar como dispositivo de transformación y permitirle a Kyoryu Red acceder a su modo Carnival
- Gaburicalibur (ガブリーキャリバー Gaburīkaribā?): Es una espada que los Kyoryuger usan como arma básica.
- Gaburu Cannon (ガブルキャノン Gaburu Kyanon?): Es la combinación de Gaburivolver y Gaburicalibur.
- GaburiCarnival (ガブリカーニバル Gaburi Kānibaru?): Es la combinación de Gabutyra De Carnival y Gaburivolver.
- Kentrospiker (ケントロースパイカー Kentorōsupaikā?): Es el resultado de la combinación de las cinco armas personales de los Kyoryuger, tiene la forma de una gran jabalina que puede arrojarse al adversario:
  - Gabutyra Fang (ガブティラファング Gabutira Fangu?): Es el arma personal de Kyoryu Red, basada en un guantelete con la forma de la cabeza de Gabutyra
  - Parasa Shot (パラサショット Parasa Shotto?): Es el arma personal de Kyoryu Black, con forma de ballesta
  - Stego Shield (ステゴシールド Sutego Shīrudo?): Es el arma personal de Kyoryu Blue, con forma de escudo
  - Zakutor Slasher (ザクタースラッシャー Zakutā Surasshā?): Es el arma personal de Kyoryu Green, con forma de garra
  - DriceLance (ドリケランス Dorikeransu?): Es el arma personal de Kyoryu Pink, con forma de taladro
- Espada Zandar Thunder (剣ザンダーサンダー Ken zandāsandā?): Es el arma personal de Kyoryu Gold, que puede usarse tanto como espada así como rifle
- Spirit Hammer (スピリットハンマー Supiritto Hamma?): Es el arma personal de Kyoryu Cyan, es un martillo creado con su energía espiritual
- Puño rompehierros (鉄砕拳 Tessaiken?): Es el estilo de lucha y arma personal de Kyoryu Gray, inspirado en las poderosas embestidas de Bunpachy
- Plezuon Rocket (プレズオンロケット Purezuon Roketto?): Es el arma personal de Kyoryu Violet, tiene al forma de un gran cohete
- Feather Edge (フェザーエッジ Fezā Ejji?): Es el arma personal de Dios Sabio Torin, tiene la forma de una espada.
- Técnica secreta: Puño perforador de aire (奥義・空烈パンチ Ōgi: Kūretsu Panchi?): Es la técnica usada por Dantetsu Kiryū, es un potente puño de energía
- Jūdenchi (獣電池 Jūdenchi?): Son dispositivos con forma de baterías recargables que otorgan diversas habilidades a los Kyoryuger en batalla:
  - Tobaspino (トバスピノ Tobasupino?): Contiene el poder del Spinosaurus. permite invocar al mecha auxiliar Tobaspino  así como invocar las armas Spino Boomerang (スピノブーメラン Supino Būmeran?) y Spino Defenser (スピノディフェンサー Supino Difensā?)
  - Deinochaser (ディノチェイサー Dinocheisā?): Contiene el poder del Deinonychus, permite invocar unas motocicletas que usan los Kyoryuger como medio de transporte
  - Deinosgrander (ディノスグランダー Dinosugurandā?): Contiene el poder del Deinosuchus, permite invocar la armadura Deinosgrander (ディノスグランダー Dinosugurandā?), la cual consiste en dos piezas con forma de mandíbula en ambas manos que permiten ejecutar un poderoso ataque en espiral
  - Kentrospiker (ケントロスパイカー Kentorosupaikā?): Contiene el poder del Kentrosaurus, permite combinar las cinco armas principales de los Kyoryuger
  - Stymero (スティメロ Sutimero?): Contiene el poder delStyracosaurus, hace que cualquiera se enamore perdidamente de la primera persona que ve
  - Allomerus (アロメラス Aromerasu?): Contiene el poder del Allosaurus, permite atacar con llamaradas
  - Beyonsmo (ビヨンスモ Biyonsumo?): Contiene el poder del Seismosaurus, permite que un mecha estire su cuello tanto como quiera
  - Ovirappoo (オビラップー Obirappū?): Contiene el poder del Oviraptor, permite lanzar gas pestilente para atacar, también puede usarse como pantalla de humo
  - Igeranodon (イゲラノドン Igeranodon?): Contiene el poder del Iguanodon, provoca la sensación de cosquillas, facilitando la risa
  - Tuperanda (トペランダ Toperanda?): Contiene el poder del Tupandactylus, permite que alguien se vuelva tan delgado como el papel
  - Gurumonite (グルモナイト Gurumonaito?): Contiene el poder del Ammonite, provoca la sensación de mareo
  - Archenolon (アーケノロン Ākenoron?): Contiene el poder del Archelon, genera un campo de gravedad que ralentiza a cualquier persona atrapado en el
  - Pukuptor (プクプトル Pukuputoru?): Contiene el poder del Fukuiraptor, permite que alguien se infle como un globo y rebote
  - Futabain (フタバイン Futabain?): Contiene el poder del Futabasaurus, permite crear una copia de su objetivo
  - Carnival (カーニバル Kānibaru?): Permite a Gabutyra transformarse en Minityra e invocar el Gabutyra De Carnival
  - Victory (ビクトリー Bikutorī?): Permite lanzar un ataque final combinando los poderes de los cinco Kyoryuger principales
  - Maximum (マキシマム Makishimamu)?): Permite lanzar un ataque final combinando los poderes de todos los kyoryuger

### Mechas
Los diez Jūdenryu (獣電竜 Jūdenryū?) son unos dinosaurios vivientes que recibieron el poder de Torin para luchar contra Deboth durante la primera invasión. Tras derrotarles entonces, entraron en un sueño profundo a lo largo del mundo, hasta que despertaron cuando regresó el peligro, ganando cada uno un compañero Kyoryuger. Cuando se utiliza una Jūdenchi, el Kyoryu Spirit dentro de ella hace que el Jūdenryu entre en un modo de batalla más poderoso, que le hace más fuerte y que permite las combinaciones con otros Jūdenryu.
- Kyōryūzin (キョウリュウジン Kyōryūjin?): ES la combinación de Gabutyra y otros dos Jūdenryu.
  - Gabutyra (ガブティラ Gabutira?): Es un Tiranosaurio Rex rojo, compañero de Kyoryu Red, quien necesitó más de un mes para poder domarle. Normalmente es el núcleo de las combinaciones. Más tarde adquirirá la habilidad de encogerse para transformarse en Minityra (ミニティラ Minitira?) y activar el modo Carnival de Kyoryu Red.[11][12]
  - Parasagun (パラサガン Parasagan?): Es un parasaurolophus negro, compañero de Kyoryu Black. En las combinaciones, otorga poder de disparo a Kyōryūjin.[13]
  - Stegotchi (ステゴッチ Sutegotchi?): Es un stegosaurus azul, compañero de Kyoryu Blue. Otorga un poder de escudo en las combinaciones.[14]
  - Zakutor (ザクトル Zakutoru?): Es un velociraptor verde, compañero de Kyoryu Green. Otorga un poder de espada en las combinaciones.[15]
- Dricera (ドリケラ Dorikera?): Es un Triceratops rosa, compañero de Kyoryu Pink, que otorga un poder de taladro en las combinaciones.[16]
- Pteragordon (プテラゴードン Puteragōdon?): Es un Pteranodon dorado, compañero de Kyoryu Gold. Al principio, cuando Utchy era prisionero de Dogold, servía a Deboth, pero cuando se liberó regresó junto a él y los Kyoryuger. Puede transformarse en el humanoide[17]
  - PteraidenOh (プテライデンオー Puteraiden'ō?): Es la forma humanoide de Pteragordon
- Raiden Kyoryuzin (ライデンキョウリュウジン Raiden Kyōryūjin?): es la combinación de Kyoryuzin y Pteragordon, esta combinación puede volar.
- Ankydon (アンキドン Ankidon?): Es un Ankylosaurus de color cyan. Fue compañero de Kyoryu Cyan durante la Edad Media, y otorga un martillo meteoro en las combinaciones.[18]
- Bunpachy (ブンパッキー Bunpakkī?): Es un Pachycephalosaurus gris, compañero de Kyoryu Gray desde hace 1.500 años. En las combinaciones, otorga como poder una maza.[19]
- Plezuon (プレズオン Purezuon?): Es un Plesiosaurus morado que se hizo compañero del primer Kyoryu Violet en la época moderna.[20]
  - Plezu-Oh (プレズオー Purezuō?): es a forma humanoide de Plezuon, Gracias a la segunda Kyoryu Violet, que le actualizó.
- Bragigas (ブラギガス Buragigasu?): Es un Brachiosaurus plateado, el más grande y poderoso de todos los Jūdenryu y el compañero de Kyoryu Silver. Tras resultar herido en la primera batalla contra Deboth, se mantuvo oculto dentro de un lago, situándose en su interior la Spirit Base a la que se llegaba hasta su resurrección a través de portales creados por Torin. Pudo revivir cuando se reunieron las Piedras Perdidas y se reveló su poder.[21]
  - Gigant Bragi-Oh (ギガントブラギオー Giganto Buragiō?): Es la forma humanoide de Bragigas.
- Gigant Kyoryuzin (ギガントキョウリュウジン Giganto Kyōryūjin?): Es la combinación de Bragigas con los cinco Jūdenryu principales. Esla combinación más poderosa de los Jūdenryu
- Tobaspino (トバスピノ Tobasupino?): Es un Spinosaurus de color azul marino.
  - Spinodai-Oh (スピノダイオー Supinodaiō?): es la combinación de Tobaspino con Ankydon y Bunpachy.

### Ejército de Deboth
El Ejército de Deboth (デーボス軍 Dēbosu Gun?) son los villanos de la serie. Sus integrantes están formados a partir de células de su creador Deboth, y es su misión recolectar las emociones humanas para poder asimilarlas a Deboth y así resucitarle para poder conquistar la Tierra.
- Especie Oscura Deboth (暗黒種デーボス Ankokushu Dēbosu?): Es una criatura con forma de planta, creada por una entidad misteriosa para convertirse en la criatura definitiva. Ha viajado por muchos planetas a lo largo del universo, acabando con la vida en ellos tras absorber los rasgos de las criaturas dominantes de cada uno, hasta que llegó a la Tierra hace 65 millones de años. Tras ser derrotado en la primera batalla, quedó confinado en una prisión glacial en la Antártida, hasta que pudo liberarse en la época moderna. Sin embargo, no tiene la energía necesaria para poder despertar, y queda reducido a ser el Castillo Helado (氷結城 Hyōketsujō?), el cuartel general del ejército de Deboth. Solo podrá despertar cuando se pueda reunir la suficiente cantidad de emociones humanas (alegría, tristeza e ira) para formar su nueva conciencia. Para tal fin, sus lugartenientes se encargan de recolectar esas emociones a través de sus ataques contra los seres humanos.[25][26]
- Sumo Sacerdote de Muchas Caras Chaos (百面神官カオス Hyakumen Shinkan Kaosu?): Es el líder del ejército de Deboth, una de las creaciones más antiguas de este, y quien se encarga de supervisar los planes de sus subordinados, actuando como representante de Deboth hasta que despierte.[27][28]
- Caballero de la Ira Dogold (怒りの戦騎ドゴルド Ikari no Senki Dogorudo?): Es el brazo derecho de Chaos, un general con muy mal genio, ya existente en el período Sengoku, encargado de recolectar la ira humana, y al que le encanta la destrucción y que es especialista en ataques eléctricos. A diferencia de otros miembros de Deboth, Dogold no es más que una armadura viviente, y necesita un cuerpo al que poseer para poder tener forma, dependiendo su propia fuerza de la fuerza del individuo al que posee. Durante años, poseyó el cuerpo de Utsusemimaru, hasta que este se liberó de su control. Desde entonces, sobrevive poseyendo cuerpos de monstruos de Deboth, que no le proporcionan la misma fuerza que le proporcionaba Utsusemimaru, lo que le frustra todavía más.[29][30][31]
- Caballero de la Tristeza Aigaron (哀しみの戦騎アイガロン Kanashimi no Senki Aigaron?): Es un general que, a pesar de que siempre está llorando, es un terrible estratega, encargado de recolectar la tristeza humana.[32][33]
- Caballero de la Alegría Canderila (喜びの戦騎キャンデリラ Yorokobi no Senki Kyanderira?): Es una general que siempre tiene una actitud de felicidad absoluta y que anima a todo el mundo a su alrededor con la frase "Keep Smiling!" ("Sigue sonriendo"). Su labor es recolectar la alegría de los seres humanos, pero para hacerlo recurre a planes que, aunque provocan felicidad y alegría a sus víctimas, siempre provocan algún mal de rebote, ya sea por diseño del propio plan, o que por algún motivo de fuerza mayor se tuercen tornando la alegría en sufrimiento (por ejemplo, un plan consistía en un monstruo que elaboraba unas tartas que al comerlas su sabor hacía a la gente inmensamente feliz, pero como efecto secundario les provocaba unas caries que les acababan produciendo un dolor espantoso). Es la única de los lugartenientes de Deboth que puede asumir una forma humana, y Luckyuro suele ayudarla en sus planes. También puede utilizar su voz cantando una canción que despierta el poder de los monstruos de Deboth, ayudando de esta forma en los planes de otros lugartenientes. Curiosamente es la única a la que hacen gracia los chistes anticuados de Nossan, y siente una ligera atracción hacia este.[34][35]
- Espía de la Diversión Luckyuro (楽しみの密偵ラッキューロ Tanoshimi no Mittei Rakkyūro?): Es el subordinado de Canderila. Su labor normalmente es hacer crecer a los monstruos gracias a su regadera de Agua Restauradora (復元水 Fukugensui?), un agua especial que potencia a cualquier criatura hecha a partir de las células de Deboth. Aunque se pasa el tiempo ayudando a los tres generales, Chaos piensa que es un perezoso, porque pasa mucho tiempo leyendo manga, siendo fan del mismo manga que Amy.[36][37]
- Caballero del Odio Endolf (怨みの戦騎エンドルフ Urami no Senki Endorufu?): Es un general creado después que los otros después de que Chaos se de cuenta de que el odio es la emoción ideal para luchar contra los Kyoryuger. Su labor es ayudar a los otros generales a recolectar sus respectivas emociones humanas al tiempo que ataca a los Kyoryuger con todas sus fuerzas. No se lleva mal con Aigaron y Canderila, pero desde el principio choca contra Dogold, y ambos se hacen enemigos implacables condenados a entenderse, mientras que Luckyuro desconfía de él.[38][39][40]
- Zōrima (ゾーリ魔 Zōrima?): Son los soldados de campo de Deboth, hechos a partir de los diversos fragmentos de Deboth que se dispersaron por el mundo a lo largo del tiempo y que crecieron para formar estas criaturas. Un grupo de Zorimas tiene la capacidad de fusionarse y crear una sola criatura llamada Zorima Gigante  (巨大ゾーリ魔 Kyodai Zōrima?) que ayudan a los monstruos que han crecido, o atacan directamente si es necesario.[41]

## Episodios
Los episodios en esta temporada se denomina "Desafíos". Todos los títulos están escritos en kana y normalmente empiezan con una exclamación.
1. ¡Está aquí! El rey rojo (でたァーッ！まっかなキング Detā! Makka na Kingu?)
2. ¡Gaburincho! Combinación mordedora (ガブリンチョ！カミツキがったい Gaburincho! Kamitsuki Gattai?)
3. ¡Vuélvete loco! El valiente de la cuchillada (あれるぜ！ざんげきのブレイブ Areru ze! Zangeki no Bureibu?)
4. ¡Fuego! El valiente Gaburivolver (うちぬけ！ゆうきのガブリボルバー Uchinuke! Yūki no Gaburiborubā?)
5. ¡Boom! Las caries de Ankydon (ドゴォーン！ムシバのアンキドン Dogōn! Mushiba no Ankidon?)
6. ¡Alto! Canderila canta (ストップ！うたうキャンデリラ Sutoppu! Utau Kyanderira?)
7. ¡Furia! Daigo está en grandes problemas (いかれ！ダイゴのだいピンチ Ikare! Daigo no Dai Pinchi?)
8. ¿Dónde estoy? Atraviesa el laberinto (ココドコ？めいろをぶっとばせ Kokodoko? Meiro o Buttobase?)
9. ¡Tan fuerte! Pteraiden-Oh (メチャつよ！プテライデンオー Mecha Tsuyo! Puteraiden'ō?)
10. ¡Zandar! Resurrección de oro (ザンダーッ！ゴールドふっかつ Zandā! Gōrudo Fukkatsu?)
11. ¡Utchy! Qué genial (ウッチー！クールでござる Utchī! Kūru de Gozaru?)
12. ¡Ataque! El rey y yo (ブットバッソ！せっしゃとキングどの Buttobasso! Sessha to Kingu-dono?)
13. ¡Jakireen! Yo protegeré tu corazón (ジャキリーン！ハートをまもりぬけ Jakirīn! Hāto o Mamorinuke?)
14. ¡Cuidado! La Spirit Base (あぶなァーい！スピリットベース Abunaāi! Supiritto Bēsu?)
15. ¡Qué fastidio! La ambición de Dogold (はらだたしいぜッ！ドゴルドのやぼう Haradatashii ze! Dogorudo no Yabō?)
16. ¡Cavar y cavar! Mi tesoro (モグモグーン！おれのたからもの Mogumogūn! Ore no Takaramono?)
17. ¡En serio! Kyōryū Gray (ガチだぜ！キョウリュウグレー Gachi da ze! Kyōryū Gurē?)
18. ¡Atrapado! El golpe de kung-fu (つかんだッ！カンフーひっさつけん Tsukanda! Kanfū Hissatsuken?)
19. ¡Kywaeen! La familia secuestrada (キャワイーン！うばわれたファミリー Kyawaīn! Ubawareta Famirī?)
20. ¡Sin suerte! La realización de Tanabata (アンラッキュー！タナバタのタナボタ Anrakkyū! Tanabata no Tanabota?)
21. ¡Zuon! El regreso de Plezuon (ズオーン！かえってきたプレズオン Zuōn! Kaettekita Purezuon?)
22. ¡Im-po-si-ble! Deboth resucita (ま・さ・か！デーボスふっかつ Ma-sa-ka! Dēbosu Fukkatsu?)
23. ¡Adelante! Bakuretsu Kyōryūjin (たてッ！バクレツキョウリュウジン Tate! Bakuretsu Kyōryūjin?)
24. ¡Arded! Los siete Kyoryuger (もえろ！7にんのキョウリュウジャー Moero! Shichinin no Kyōryūjā?)
25. ¡Qué es esto! La pesadilla del Ejército Deboth (ナニコレ！デーボスぐんのあくむ Nani Kore! Dēbosu Gun no Akumu?)
26. ¡Oh, cielos! El Gabutyra humano (ビックリ！ガブティラにんげん Bikkuri! Gabutira Ningen?)
27. ¡Oh, Matsurincho! La súper evolución de Red (オ・マツリンチョ！レッドちょうしんか O Matsurincho! Reddo Chōshinka?)
28. ¡Ah, Torin! El rencor de cien millones de años (ああトリン！１おくねんのうらみ Aa Torin! Ichi-oku-nen no Urami?)
29. ¡Gran ataque! El baile de carnaval (だいげきとつ！おどれカーニバル Daigekitotsu! Odore Kānibaru?)
30. ¡Dámelo! El fragmento de los guardianes (てにいれろ！ガーディアンズのかけら Te ni Irero! Gādianzu no Kakera?)
31. ¡Día libre! Las vacaciones eternas (バーカンス！えいえんのホリデー Bākansu! Eien no Horidē?)
32. ¡Victoria! Es un encuentro deportivo (ビクトリー！スポーツしょうぶだ Bikutorī! Supōtsu Shōbu da?)
33. ¡Al máximo! Yo protegeré a la dama (マキシマム！レディはおれがまもる Makishimamu! Redi wa Ore ga Mamoru?)
34. ¡Resurgimiento! Aparece Bragigas (ふっかつ！ブラギガスしゅつげん Fukkatsu! Buragigasu Shutsugen?)
35. Súper impresionante! Gigant Kyōryūjin (チョーすげえッ！ギガントキョウリュウジン Chō Sugee!! Giganto Kyōryūjin?)
36. ¡Giga Gaburincho! El milagro de plata (ギガガブリンチョ！きせきのシルバー Giga Gaburincho! Kiseki no Shirubā?)
37. ¡Venganza! El ejército fantasma de Deboth (リベンジ！ゆうれいデーボスぐん Ribenji! Yūrei Dēbosu Gun?)
38. ¡Toque amoroso! La Zorima demasiado hermosa (らぶタッチ！うつくしすぎるゾーリま Rabu Tatchi! Utsukushisugiru Zōrima?)
39. ¡Fuerza completa! El poder de los diez Kyoryuger (せいぞろい！10だいキョウリュウパワー Seizoroi! Jū-dai Kyōryū Pawā?)
40. ¡Directo al corazón! Qué duro es ser viejo (グッとくーる！オッサンはつらいよ Gutto Kūru! Ossan wa Tsurai yo?)
41. ¡Yanasanta! La guerra mundial de Deboth (ヤナサンタ！デーボスせかいけっせん Yanasanta! Dēbosu Sekai Kessen?)
42. Wonderful! La Navidad de la justicia (ワンダホー！せいぎのクリスマス Wandahō! Seigi no Kurisumasu?)
43. ¡La cuchilla del alma! Ruge, Straizer (たましいのつるぎ！うなれストレイザー Tamashii no Tsurugi! Unare Sutoreizā?)
44. ¡La risa de Chaos! Cuenta atrás para la destrucción (わらうカオス！はめつのカウントダウン Warau Kaosu! Hametsu no Kauntodaun?)
45. ¡Ese no puede ser papá! El fin de Silver (うそだろオヤジ！シルバーのさいご Uso Daro Oyaji! Shirubā no Saigo?)
46. ¡El gran duelo! El golpe de amor y lágrimas (だいけっとう！アイとなみだのいちげき Daikettō! Ai to Namida no Ichigeki?)
47. ¡El gran contraataque! El mayor Brave final (だいはんげき！さいだいさいごのブレイブ Daihangeki! Saidai Saigo no Bureibu?)
48. ¡La gran explosión! Adiós, Kyoryuger (だいばくはつ！さよならキョウリュウジャー Daibakuhatsu! Sayonara Kyōryūjā?)

### Películas
- Kamen Rider × Super Sentai × Space Sheriff: Super Hero Taisen Z (仮面ライダー×スーパー戦隊×宇宙刑事 スーパーヒーロー大戦Z Kamen Raidā × Sūpā Sentai × Uchū Keiji: Supā Hīrō Taisen Zetto?): Película crossover entre las franquicias Kamen Rider, Super Sentai y Metal Hero con varios equipos de cada una de las franquicias. Estrenada el 27 de abril de 2013.
- Jūden Sentai Kyoryuger the Movie: Gaburincho of Music (劇場版 獣電戦隊キョウリュウジャー GABURINCHO OF MUSIC Gekijōban Jūden Sentai Kyōryūjā Gaburincho Obu Myūjikku?): Estrenada el 3 de agosto de 2013.[42][43][44]
- Jūden Sentai Kyoryuger vs. Go-Busters: The Great Dinosaur Battle! Farewell Our Eternal Friends (獣電戦隊キョウリュウジャーＶＳゴーバスターズ　恐竜大決戦！　さらば永遠の友よ Jūden Sentai Kyōryūjā tai Gōbasutāzu: Kyōryū Daikessen! Saraba Eien no Tomo yo?): Película crossover entre Kyoryuger y su serie predecesora Tokumei Sentai Go-Busters, cuenta con la aparición de los equipos de las temporadas basadas en dinosaurios: Kyōryū Sentai Zyuranger y Bakuryū Sentai Abaranger.
- Jūden Sentai Kyoryuger Returns: Hundred Years After (帰ってきた獣電戦隊キョウリュウジャー 100 YEARS AFTER Kaettekita Jūden Sentai Kyōryūjā Handoreddo Iyāzu Afutā?): Especial para video que actúa como epílogo de la serie. Estrenado el 20 de junio de 2014[45]

## Reparto
- Daigo Kiryū: Ryo Ryusei[46][47][48]
- Ian Yorkland: Sūsuke Saitō[48][49]
- Nobuharu Udō: Yamato Kinjō[48][50][51]
- Sōji Rippūkan: Akihisa Shiono[48][52]
- Amy Yūzuki: Ayuri Konno[48][53]
- Utsusemimaru: Atsushi Maruyama
- Ramirez: Robert Baldwin
- Tessai/Shin'ya Tsukōchi: Masayuki Deai
- Yayoi Ulshade: Marie Iitoyo
- Torin: Toshiyuki Morikawa
- Dantetsu Kiryū: Shinji Yamashita
- Yūko Fukui: Ayumi Kinoshita
- Especie Oscura Deboth: Tōru Ōkawa
- Sumo Sacerdote de Muchas Caras Chaos: Takayuki Sugō[54]
- Caballero de la Ira Dogold: Satoshi Tsuruoka
- Caballero de la Tristeza Aigaron: Yū Mizushima
- Caballero de la Alegría Canderila: Haruka Tomatsu
- Espía de la Diversión Luckyuro: Ai Orikasa
- Caballero del Odio Endolf: Masaya Matsukaze
- Narrador/Voz del equipamiento Kyoryuger/Doctor Ulshade: Shigeru Chiba

## Temas musicales

### Tema de apertura
- Vamola! Kyoryuger (VAMOLA！キョウリュウジャー Bamora! Kyōryūjā?)[Notas 2][55]
  - Letra: Shōko Fujibayashi
  - Música: Yusuke Mochida
  - Arreglos: Kōsuke Yamashita y Yusuke Mochida
  - Intérprete: Project.R (Shōgo Kamata)

### Tema de cierre
- Minna Atsumare! Kyoryuger (みんな集まれ！キョウリュウジャー Minna Atsumare! Kyōryūjā?, ¡Reuníos todos! Kyoryuger")[55]
  - Letra: Saburō Yatsude y Hideaki Takatori
  - Música: Hideaki Takatori
  - Arreglos: Hiroaki Kagoshima
  - Intérprete: Project.R (Hideaki Takatori)